# Joe Lewis (Kampfsportler)
Joe Lewis (* 7. März 1944 in Raleigh, North Carolina; † 31. August 2012) war ein US-amerikanischer Kampfkünstler, und Schauspieler.

## Leben
Joe Lewis erlernte Shōrin-Ryū Karate 1964 in Okinawa während seiner Zeit beim Marine Corps. Lewis soll den 1. Dan bereits nach sieben Monaten verliehen bekommen haben, was eine extrem kurze Zeit ist. 1968 begann Lewis mit Bruce Lee zu trainieren.
Joe Lewis war in den 1960er und 1970er Jahren einer der besten und dominierendsten Kickboxer der Welt. Er kämpfte in der PKA. Neben Mike Stone, Bill Wallace und Chuck Norris gilt Joe Lewis als einer der größten Kickbox-Meister aller Zeiten.
1966 feierte Lewis – 22 Monate, nachdem er mit Karate angefangen hatte – bei den U.S. National Championships seinen ersten Turniersieg. Die nächsten zwölf Kämpfe entschied Lewis alle durch K.O. für sich. Insgesamt errang er in seiner aktiven Wettkampfzeit 30 bedeutende Titel. Legendär sind inzwischen seine vier Kämpfe gegen Chuck Norris (Tournament of Champions) 1968 bis 1970 und seine beiden Kämpfe (1970 und 1972) gegen Bill Wallace, die Lewis jedoch verlor.
Joe Lewis war der erste World Heavyweight Kickboxing Champion. Später wurde Lewis auch World Heavyweight Karate Champion. Dadurch ist Lewis einer von nur zwei Kämpfern, die jemals WM-Titel in zwei unterschiedlichen Kampfsportarten innehatten. Der andere ist Vitali Klitschko, der WM-Titel im Kickboxen und Boxen gewann.
Lewis’ eindrucksvolle Karriere brachte ihm den Titel The Greatest Karate Fighter of All Time ein. Dieser Titel wurde Lewis zweimal durch Abstimmungen in den Vereinigten Staaten und Europa verliehen.
Das amerikanische Black Belt Magazine wählte ihn zwei Mal in die Hall of Fame: 1975 als bester Wettkämpfer des Jahres und 1986 als Co-Trainer des Jahres. Joe Lewis war zudem der einzige Kampfsport-Weltmeister, der den 10. Dan besaß.
Lewis drehte mehrere Filme, darunter 1979 den Film Jaguar lebt und 1981 Force Five (Die Macht der Fünf).
Joe Lewis leitete eine Kette von Kampfsportschulen und unterrichtete weltweit in diversen Seminaren. Weiterhin verkaufte er DVDs und Bücher mit Trainingsanleitungen.
Im Juli 2011 wurde ein bösartiger Tumor in seinem Gehirn festgestellt, welcher unmittelbar nach der Diagnose operativ entfernt wurde. Ein Jahr später, am 31. August 2012, verstarb Lewis an den Folgen eines erneuten Hirntumors. Er wurde 68 Jahre alt.

## Filmografie (Auswahl)
- 1979: Jaguar lebt (Jaguar lives!)
- 1981: Die Macht der Fünf (Force Five)
- 1989: Bloodfight 2 (Death Cage)
- 2012: Kill em All